# Ирска на Светском првенству у атлетици у дворани 2012.
Ирска је учествовала на Светском првенству у атлетици у дворани 2012. одржаном у Истанбулу од 9. до 11. марта. четрнаести пут, односно учествовала је на свим светским првенствима до данас. Репрезентацију Ирске представљало је троје такмичара (2 мушкарца и 1 жена), који су се такмичили у три дисциплине.
На овом првенству Ирска није освојила ниједну медаљу али је оборен један лични рекорд и један лични рекорд сезоне.

## Учесници
| Мушкарци: - Ciaran O'Lionaird — 1.500 м - Бен Рејнолдс — 60 м препоне | Жене: - Derval O'Rourke — 60 м препоне |  |

## Резултати

### Мушкарци
| Атлетичар         | Дисциплина   | Лични рекорд | Квалификације | Квалификације | Полуфинале | Полуфинале | Финале                | Финале       | Детаљи |
| Атлетичар         | Дисциплина   | Лични рекорд | Резултат      | Место         | Резултат   | Место      | Резултат              | Место        | Детаљи |
| ----------------- | ------------ | ------------ | ------------- | ------------- | ---------- | ---------- | --------------------- | ------------ | ------ |
| Ciaran O'Lionaird | 1.500 м      |              | 3:50,12 ЛР    | 11. у гр. 1   |            |            | Нису се квалификовали | 22 / 23      |        |
| Бен Рејнолдс      | 60 м препоне | 20,23        | 7,82 кв       | 5. у гр. 4    | 7,80       | 7. у гр. 1 | Нису се квалификовали | 13 / 29 (32) |        |

### Жене
| Атлетичарка     | Дисциплина | Лични рекорд | Квалификације | Квалификације | Полуфинале | Полуфинале | Финале                | Финале       | Детаљи |
| Атлетичарка     | Дисциплина | Лични рекорд | Резултат      | Место         | Резултат   | Место      | Резултат              | Место        | Детаљи |
| --------------- | ---------- | ------------ | ------------- | ------------- | ---------- | ---------- | --------------------- | ------------ | ------ |
| Derval O'Rourke | 60 м       | 7,84 НР      | 8,19 КВ       | 4. у гр. 1    | 8,13 ЛРС   | 6. у гр. 1 | Није се квалификовала | 10 / 28 (31) |        |